# Санторини
Тира (на гръцки: Θήρα), известен още като Санторини (на гръцки: Σαντορίνη), е най-големият от малка група вулканични острови в Бяло море – архипелагът Санторини. Архипелагът включва обитаемите острови Тира и Тирасия, както и ненаселените Аспрониси, Неа Камени и Палеа (Паля) Камени. Заедно те са част от Цикладските острови. Населението на Санторини е 15 550 жители.

## География
Площта на острова е 76 km², а заедно с другите по-малки островчета – 80 km². Дължина от север на юг 17 km, най-голяма ширина 5 km. На 18 km на север от Санторини се намира остров Иос, на 22 km на изток – остров Анафи, а на 17 km на югозапад – остров Христиана (най-южния от Цикладските острови). Бреговете му са предимно стръмни, на места отвесни. Релефът е планински с максимална височина 566 m. Изграден е от лави, туфи и шлака. Добив на пемза. На малки участъци по крайбрежието се отглеждат лозя. Островът е една от най-посещаваните туристически дестинации в Гърция. Административен център е град Фира.

## Геология
Архипелагът е с вулканичен произход, известен преди всичко с катастрофалното вулканично изригване, станало там в края на XVII или през XVI век пр.н.е. Преди това изригване бреговата линия на Санторини е била почти правилна окръжност, получена в резултат на вулканичните изригвания, довели до образуването на острова. При изригването на вулкана в централната част на Санторини се образува купол, който пропада и формира днешния кратер (по-точно калдера), запълнен с морска вода. Следи от чудовищната експлозия са открити в Египет и по цялото източно крайбрежие на Средиземно море. И днес на малкия остров Неа Камени, който се намира в калдерата, има активен вулканичен кратер.
Най-широките плажове са на Камари и Периса. Известните Червен плаж, Бял плаж, Черен плаж са близо до Акротири.

### Изригване през Бронзовата епоха
Датата на изригването е предмет на спор сред археолози, вулканолози и изследователи на климата. Нови данни сочат, че изригването е станало в края на XVII в. пр.н.е. и по-точно през 1628/7 г. пр.н.е., вместо по-ранната приета дата - XVI в. пр.н.е. Тези данни включват радиовъглеродни изследвания, както и косвени показатели, като следи в ледникови проби от Гренландия и засечено забавяне в растежа на дърветата в северното полукълбо, потенциално свързани с изригването на Тира и последвалото разпространение на вулканична пепел.
Тезата, че изригването на вулкана на Санторини е причината за изчезването на критско-минойската цивилизация на остров Крит, е отхвърлена. Счита се, че изригването е предизвикало вълна с височина 6 – 11 м, която е причинила разрушения по северния бряг на Крит, но изследвания върху керамиката показват, че упадъкът на минойските общности започва няколко поколения след изригването на Санторини.

## Археология

### Акротири
Древният град Акротири, едно от най-добре запазените минойски селища от бронзовата епоха, е разположен в южния край на острова. При изригването на вулкана в края на XVII или XVI в. пр.н.е., Акротири е засипан от метри вулканична пепел. Под пепелта са разкрити сгради с по два етажа, украсени с фрески, както и редки органични останки, включително семена, храна, текстил, кошници. Разкопки в Акротири се провеждат от 1967 г. и обектът е отворен за посещение.
- Флот и град
- Рибар
- Розети
- Бране на шафран
- Сини маймуни
- Жена с папирус
- Боксьори
- „Пролетна“ фреска (Национален археологически музей, Атина)

### Тира
През IX – VIII в. пр.н.е. (ранножелязната епоха) островът отново е заселен, но новото селище Тира се намира близо до източния бряг. Тира просъществува до византийския период. На място са разкрити постройки и агора от елинистическата и римската епоха. Обектът е отворен за посетители.

## Икономика
Туризмът е основният икономически отрасъл. Санторини е вторият най-посещаван остров в Гърция, с близо 2 милиона туристи годишно към 2017.
Друга важна част от икономиката на Санторини е винопроизводството. 1300 ха (17%) от територията на острова са засадени с лозя. Асиртико е един от местните сортове.

## Галерия
- Изглед от калдерата
- Типична архитектура
- Спътникова снимка на архипелага Санторини, с означени имена на островите